# Лихачёв, Иван Витальевич
Иван Витальевич Лихачёв (укр. Іван Віталійович Ліхачов; род. 27 апреля 1989 года) — украинский легкоатлет. Победитель первенств Украины среди юношей и юниоров. Победитель матчевой встречи среди юношей (Украина—Беларусь—Россия) 2006 года. Обладатель серебряных медалей кубков Украины. Также является победителем и призером чемпионатов Донецкой области и турниров, проводимых в честь заслуженных спортсменов Нины Зюськовой и Валерия Подлужного. Обладатель золотых медалей в первенстве страны среди молодежи. Серебряный призер командного чемпионата Украины. Бронзовый призер кубка ДШВСМ. Главным достижением карьеры является победа в прыжках в длину на чемпионате страны в городе Ялте 12 июня 2012 года.

## Биография
Лихачёв Иван Витальевич родился в Донецке в 1989 году. В 2003 году поступил в высшее училище олимпийского  резерва имени С. Н. Бубки и в 2008 году окончил его. В 2008 поступил в Донбасский государственный педагогический университет, в 2013 по окончании обучения получил диплом преподавателя физической культуры и спорта.
После Евромайдана и начала вооружённого конфликта в Донбассе переехал в Россию, проживал в Санкт-Петербурге. Ведёт видеоблог на Youtube. В 2018 году вернулся в Донецк.

## Основные результаты

### Прыжки в длину
| Год  | Соревнования                 | Место проведения | Место | Результат |
| ---- | ---------------------------- | ---------------- | ----- | --------- |
| 2010 | Молодежный Чемпионат Украины | Донецк           | 1     | 7,40 м    |
| 2011 | Кубок Украины                | Запорожье        | 2     | 7,53 м    |
| 2011 | Кубок Украины                | Винница          | 2     | 7,57 м    |
| 2011 | Кубок Украины                | Ялта             | 2     | 7,82 м    |
| 2011 | Молодежный Чемпионат Украины | Винница          | 1     | 7,57      |
| 2012 | Чемпионат Украины            | Ялта             | 1     | 7,90 м    |
| 2012 | Кубок Украины                | Запорожье        | 2     | 7,49 м    |
| 2012 | Командный Чемпионат Украины  | Харьков          | 2     | 7,40 м    |
| 2012 | Кубок ДШВСМ                  | Ялта             | 3     | 7,71 м    |